# فرناندو ألفيس دوس سانتوس
فرناندو ألفيس دوس سانتوس هو لاعب كرة قدم برازيلي في مركز قلب الدفاع، ولد في 23 مارس 1979 في ريو دي جانيرو في البرازيل. شارك مع منتخب غينيا الاستوائية لكرة القدم. أما مع النوادي، فقد لعب مع النادي الرياضي بريميرو باسو فيتوريا دا كونكيستا ونادي أميريكانو ونادي تومبينس ونادي خوازيرينزي.

## وصلات خارجية
- فرناندو ألفيس دوس سانتوس على موقع قاعدة بيانات كرة القدم.إي يو (الإنجليزية)
- فرناندو ألفيس دوس سانتوس على موقع ناشيونال فوتبول تيمز (الإنجليزية)
- فرناندو ألفيس دوس سانتوس على موقع Soccerway.com (الإنجليزية)